# Maeda Tsunanori

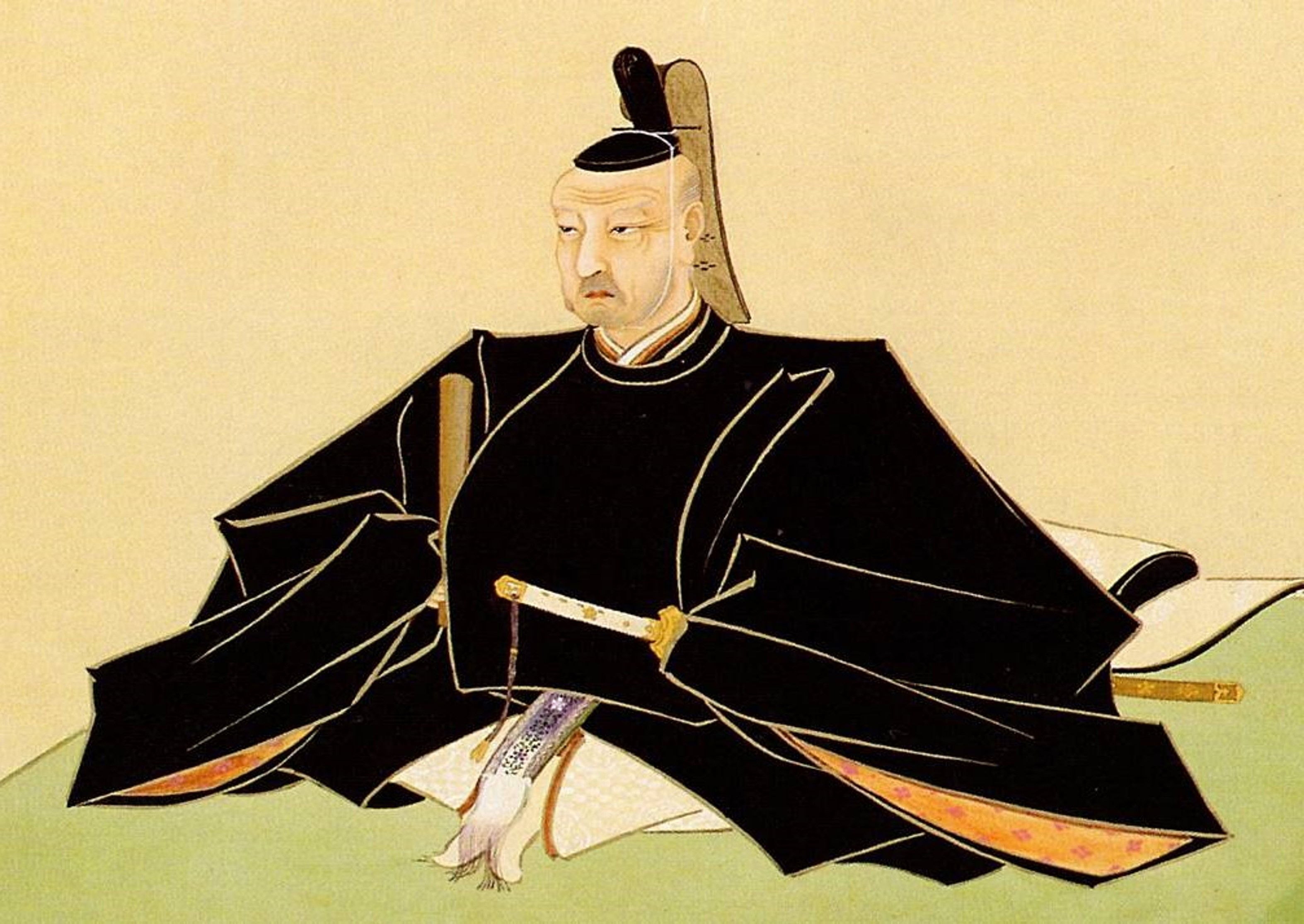
Maeda Tsunanori

Maeda Tsunanori (japanisch 前田 綱紀; geboren 26. Dezember 1643 in Kanazawa (Provinz Kaga); gestorben 29. Juni 1724 daselbst) war ein japanischer Tozama-Daimyō während der Edo-Zeit, der fünfte Herr der Kaga-Domäne (Kanazawa). 

## Leben und Wirken

### Frühe Jahre
Maeda Tsunanori war der älteste Sohn des 4. Daimyō der Kaga-Domäne, Maeda Mitsutaka (前田 光高; 1616–1645). Seine Mutter war Achihime (阿智姫), die Adoptivtochter von Tokugawa Iemitsu, Tochter von Tokugawa Yorifusa (徳川 頼房; 1603–1661) von der Mito-Dmäne. Überraschend starb sein Vater im Jahr 1645. Da er erst drei Jahre war, kümmerte sich sein Großvater Maeda Toshitsune (前田 利常; 1594–1658), der im Ruhestand war, um ihn.
Tsunanoris Herrschaft dauerte 79 Jahre. Nachdem in den Anfangsjahren sein Vormund Toshitsune regiert hatte, übernahm Tsunanori ab 1651 einen Teil der Herrschaft. Er führte eine überarbeitete Methode der Agrarpolitik für das Kaga-Gebiet ein, die 1656 mit einigen Ausnahmen abgeschlossen war. Dadurch wurde der Steuersatz für jedes Dorf festgelegt, eine Steuerbefreiung gewährt und die Finanzen der Domäne stabilisiert. Darüber hinaus bemühte er sich, die jährliche Steuereinnahmen durch strenge Landkontrollen deutlich zu erhöhen. Dafür wurden bisher nicht angegebene Felder gründlich erfasst und neue Felder aufgenommen. Weiter schaffte er das lokale Regierungssystem der Vasallen ab und erzwang die Trennung von Soldaten und Bauern, während er gleichzeitig das Zehn-Dörfer-System mit dieser Organisation den Bauern eine gewisse Eigenkontrolle gewährte.

### Spätere Jahre
Ab 1658 unterstand Tsunanori direkt dem Kaiser. Ab 1693 beschäftigte er sich stark mit der Agrarpolitik, sorgte beispielsweise für die Umsetzung der Anordnung „Kiritaka Shihō“ (切高仕法), die es den Bauern ermöglichte, ihre Felder zu kaufen und zu verkaufen. Was die Verwaltungsstruktur der Domäne anbelangt, so gründete er 1669 das Amt der Wakatoshiyori (若年寄), das für Vorgesetzte und Untergebene in der Verwaltung zuständig war. 1686 reformierte er die Verwaltungsorganisation der Domäne.
Die höchste Verwaltungsbehörde der Domäne bestand aus den „Älteren“ (年寄, Toshiyori), den Hausältesten und Wakatoshiyori. 1690 wurde das System von acht Familien als „Toshiyori Yaku“ (若年寄) gegründet und das System neu organisiert einschließlich der Leihpagen für den Shogun „Okukosho-gumi“ (奥小姓組), der Fußsoldaten „Ashigaru“ (足軽) und der „Komono“ (小者) genannten Hilfskräften. Hinsichtlich der militärischen Struktur etablierte er das Sieben Gruppen (七手組, Nana tegumi), wobei in jeder Gruppe sieben Ältere als Samurai-Obere ernannt wurden. Neben diesen Bemühungen, die Domänenregierung zu etablieren, verbesserte Tsunenori auch die Beziehungen zum Shogunat und beteiligte sich 1658 am Wiederaufbau des Burgturms der Burg Edo nach dem Meireki-Großbrand im Jahr zuvor.
Von 1692 bis 1695 übernahm er den Schutz der Burg Takayama (高山城) in der Provinz Hida unter der Kontrolle des Kanamori-Klans (金森氏) der Hida-Takayama-Domäne (飛騨高山藩) und verfügte ab 1722 über ein Einkommen von zusätzlich 10.000 Koku des Shogunatgebiets Provinz Noto als Kaution. Mit 1 Million Koku Gesamteinnahmen erhielt seine Familie ab 1689 die gleiche Behandlung wie die Gosanke, was ihnen ermöglichte, bei besonderen Anlässen, so während des Gossetsu-Festivals (五節の佳事, Gosetsu kaji), eine Audienz beim Shogun im Empfangsraum Hakushoin (白書院) der Burg Edo zu erhalten.
Tsunayori liebte das Lernen und sammelte alte Dokumente und Bücher. Er selbst verfasste „Sangkajien“ (桑華字苑), „Koseki Bunchō“ (古蹟文徴) und andere Schriften.